# Exarchat von Ravenna

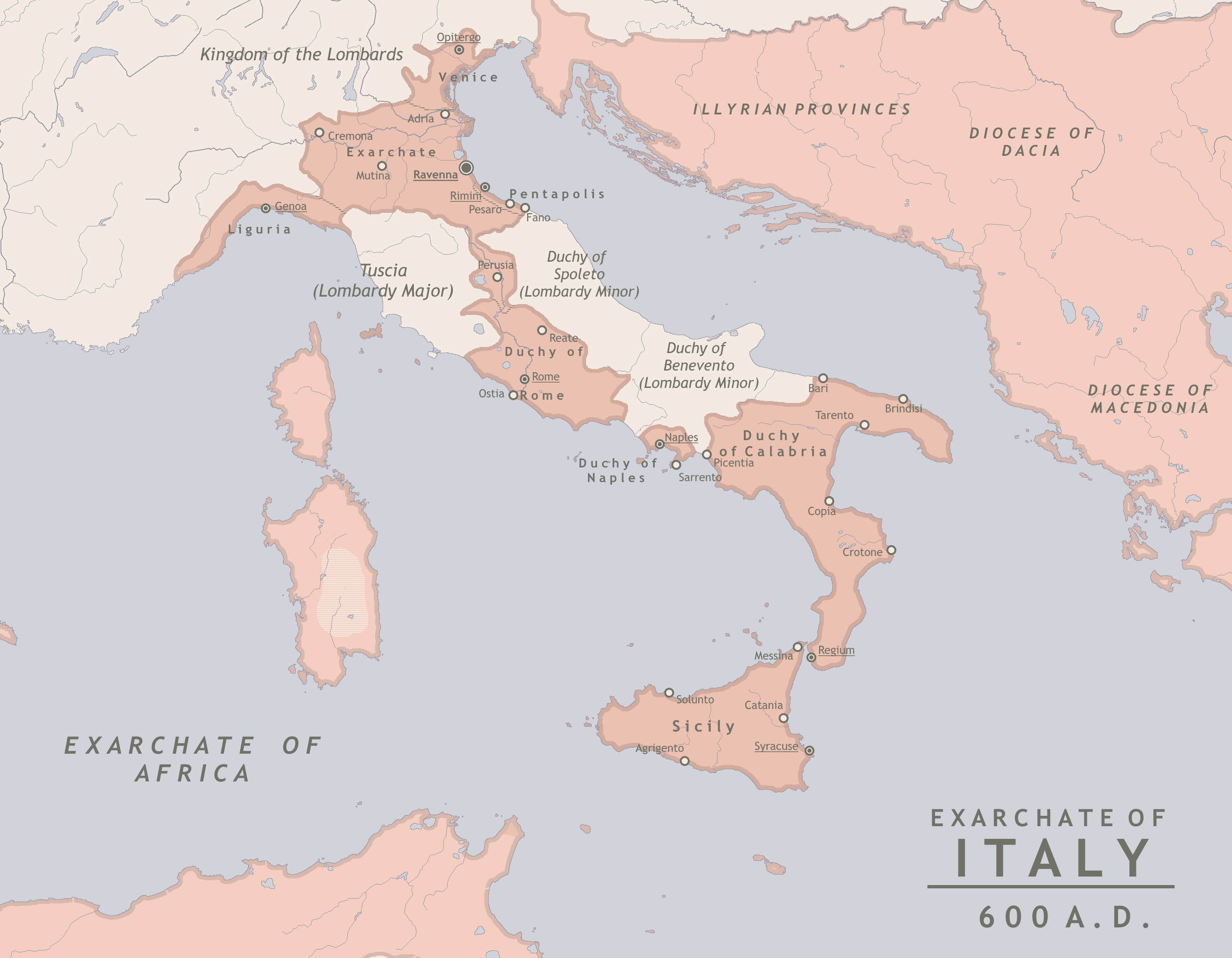
Oströmische Gebiete um 600

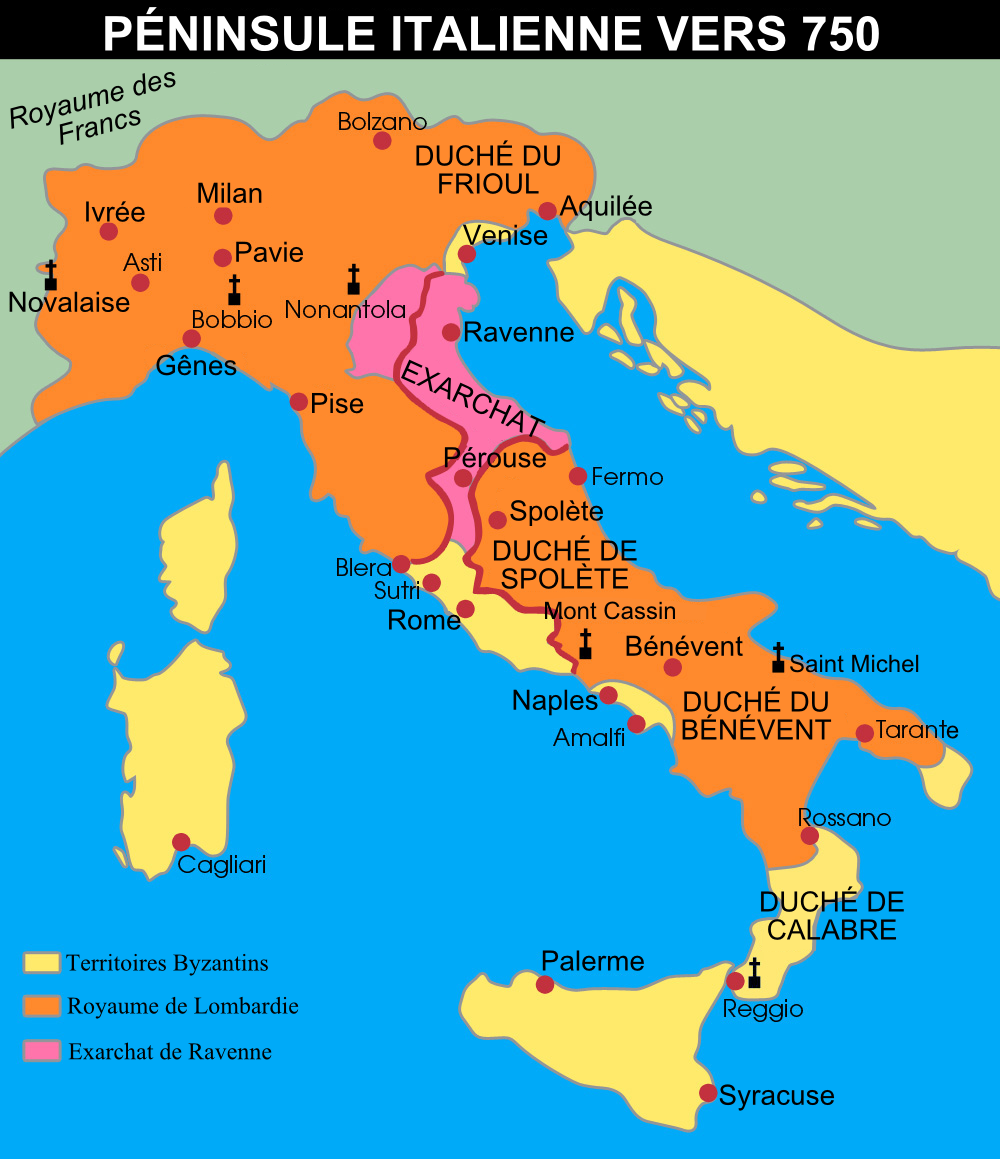
Das Exarchat von Ravenna in der Endphase (um 750)

Das Exarchat von Ravenna (auch Exarchat von Italien genannt) war ein oströmischer/byzantinischer Verwaltungsbezirk in Italien, mit dessen Gründung Kaiser Maurikios spätestens im Jahr 584 die zivilen und militärischen Befugnisse des Prätorianerpräfekten und des magister militum in der Hand des Exarchen bündelte. Das Exarchat von Ravenna war bis zu seiner Eroberung durch die Langobarden 751 der Eckpfeiler der byzantinischen Macht in Italien. Es war jedoch nicht die einzige oströmische Provinz in der westlichen Hälfte des antiken Imperiums. Sizilien bildete eine eigene Verwaltungseinheit; Korsika und Sardinien gehörten bis 698 zum Exarchat von Karthago.

## Langobardeninvasion und byzantinische Reaktion
Ravenna wurde 402 unter Kaiser Flavius Honorius wegen seines ausgezeichneten Hafens Classis an der Adria und seiner idealen Verteidigungsmöglichkeiten inmitten von unwegsamen Sümpfen die Hauptresidenz des Weströmischen Reiches. Es blieb dies bis zur Auflösung des westlichen Imperiums 476, wurde dann der Regierungssitz des Odoaker und unter König Theoderich ab 493 Hauptstadt der Ostgoten. Während des Ersten Gotenkriegs, als der oströmische Kaiser Justinian I. versuchte, Italien zurückzuerobern, besetzte der oströmische Heermeister Belisar 540 die Stadt; 555 wurde sein Nachfolger Narses Statthalter Ostroms in Ravenna. Zu diesem Zeitpunkt entsprach die Verwaltungsstruktur Italiens mit einigen Änderungen noch immer der spätantiken Aufteilung, die von Kaiser Diokletian vorgenommen und sowohl von Odoaker als auch von den Goten im Kern beibehalten worden war. Allerdings hatte Kaiser Justinian 554 die meisten senatorischen Ämter Italiens abgeschafft (nur die Stadtpräfektur Roms blieb bestehen) und so die Macht bereits stärker in den Händen seines Statthalters gebündelt.
568 zogen Langobarden unter ihrem König Alboin zusammen mit anderen germanischen Kriegern im Zuge der letzten Phase der „Völkerwanderung“ nach Norditalien. Das Gebiet war erst seit wenigen Jahren befriedet und hatte während des langen Gotenkrieges stark gelitten. Die vor Ort stationierten oströmischen Truppen waren schwach, und so konnten nach vorheriger Einnahme mehrerer anderer Städte die Langobarden 569 Mediolanum (Mailand) erobern. Sie nahmen Pavia nach einer dreijährigen Belagerung im Jahr 571 ein und machten es zu ihrer Hauptstadt. In den folgenden Jahren besetzten sie die Toskana. Andere Gruppen der Langobarden unter Faroald I. und Zotto drangen in Mittel- und Süditalien ein und gründeten dort die Herzogtümer von Spoleto und Benevent. Etwa die Hälfte der Halbinsel, darunter Ravenna und Rom, konnte allerdings von den kaiserlichen Truppen gehalten werden. Nach Alboins Ermordung im Jahr 573 zerfiel das Gebiet der Langobarden in mehrere selbstständige Dukate (Herzogtümer).
Kaiser Justin II., Justinians Nachfolger, versuchte dies zu nutzen und sandte 576 seinen Schwiegersohn Baduarius nach Italien. Dieser wurde jedoch besiegt und in der Schlacht getötet. Die anhaltenden Krisen auf dem Balkan und Kriege gegen die Sassaniden machten weitere Anstrengungen zur Rückeroberung unmöglich. Wegen der Einfälle der Langobarden zerfielen die oströmischen Besitzungen in Italien daher in mehrere isolierte Gebiete. 580 ordnete Kaiser Tiberios I. sie in fünf Provinzen, die jetzt auf Griechisch eparchiai genannt wurden: die Annonaria in Norditalien rund um Ravenna, Calabria, Campania, die Emilia mit Ligurien sowie die Urbicaria um die Stadt Rom (Urbs).

## Das Exarchat

Die Grenzen des byzantinischen Reiches von 650 unter Kaiser Konstans II.

Da insbesondere der Kampf gegen das persische Sassanidenreich alle Kräfte beanspruchte, entschied man sich in Konstantinopel wenig später, Italien, Africa und die Inseln notgedrungen weitgehend sich selbst zu überlassen. Um dennoch eine möglichst effiziente Verteidigung unter Nutzung aller lokalen Kräfte zu ermöglichen, schien es notwendig, die zivile und militärische Autorität in diesen Gebieten entgegen der Tradition in jeweils einer Hand zu bündeln. Spätestens 584 reorganisierte daher Kaiser Maurikios die Verwaltung der verbliebenen Gebiete Italiens. Sie wurden in die sieben Dukate, Istria, Venetia, das eigentliche Exarchat von Ravenna mit Calabria, die Pentapolis mit Rimini, Pesaro, Fano, Senigallia, und Ancona, das Dukat Rom, Neapel und Ligurien aufgeteilt, die vor allem die Küstenstädte umfassten, da die Langobarden hier die Vorherrschaft im Hinterland erlangt hatten. Alle Gebiete an der östlichen Flanke des Apennin standen unter der direkten Verwaltung des Exarchen und bildeten das Exarchat im engeren Sinn. Die anderen Gebiete wurden durch duces und einen magister militum kontrolliert und standen mehr oder weniger direkt unter der Autorität des Exarchen, der seinerseits nur dem Kaiser Rechenschaft schuldete. Die Langobarden hatten ihre Hauptstadt in Pavia und kontrollierten das große Tal des Po. Das Piemont, die Lombardei, das Festland von Venetien, die Toskana und das Hinterland von Neapel gehörten den Langobarden. Zum eigentlichen Herrscher in Rom entwickelte sich der Papst, der immer unabhängiger agierte. Wann das Exarchat Ravenna eingerichtet worden ist, lässt sich nicht mit Sicherheit bestimmen. In einem Brief vom 4. Oktober 584 an seinen Nachfolger Gregor den Großen sprach Papst Pelagius II. einen gewissen Decius mit diesem Titel an, womit dieser Titel zum ersten Mal in einer Quelle erscheint.
Die Notwendigkeit der Verteidigung des Exarchats gegen die Langobarden führte zur Bildung lokaler Milizen, die zuerst den Truppen des Kaisers zugeordnet waren, zunehmend aber selbstständig agierten, da sie an ihren Heimatstandorten rekrutiert wurden. Diese bewaffneten Männer bildeten den exercitus Romanae militiae. Sie waren die fernen Vorläufer der freien bewaffneten Bürger der italienischen Städte des Mittelalters.
Am Ende des 6. Jahrhunderts bestand das Exarchat im Wesentlichen noch aus Istrien, einem schmalen Küstenstreifen Venetiens an der Adria, dem Gebiet um Ravenna, der anschließenden Küstenregion mit Ancona, dem Dukat von Rom mit dem schmalen Byzantinischen Korridor durch Umbrien zum Exarchat und der unmittelbaren Umgebung von Gaeta und Neapel; sowie (bis 650) aus der Umgebung von Genua.
Während des 7. und 8. Jahrhunderts machte die wachsende Bedrohung durch die Langobarden und die Franken, die Spaltungen zwischen der östlichen und der westlichen Christenheit durch den Monotheletismus und den Byzantinischen Bilderstreit und die erbitterte Rivalität zwischen dem Papst und dem Patriarchen von Konstantinopel die Position des Exarchen zunehmend unhaltbar.
Dem zweiten Exarchen Smaragdus gelang es 585, einen Waffenstillstand mit den Langobarden zu schließen. 588 ließ er den Patriarchen Severus von Aquileia ein Jahr lang in Ravenna festhalten und erzwang die Wiedervereinigung mit der römischen Kirche (Dreikapitelstreit). 616 wurde Eleutherius von Kaiser Herakleios zum Nachfolger des bei einem Aufstand getöteten Exarchen Johannes ernannt. Eleutherius unternahm 619 einen Versuch, sich selbst vom Papst zum Kaiser krönen zu lassen, wurde aber von seinen eigenen Truppen ermordet. Unter seinem Nachfolger Isaacius trat eine kurze Periode des Friedens ein. Kaiser Konstans II. schickte als Anhänger des Monotheletismus 649 den Exarchen Olympius nach Rom, um Papst Martin I. verhaften zu lassen. Olympius schlug sich jedoch auf die Seite des Papstes und strebte offenbar selbst nach dem Kaisertum. Er behielt die Macht im Exarchat drei Jahre lang, in denen Martin sein Amt unbehelligt ausüben konnte, und starb dann in einem Gefecht auf Sizilien.
Der Exarch Paulus soll auf Befehl Kaiser Leos III. versucht haben, Papst Gregor II. zu töten bzw. verhaften zu lassen. Wie der Liber Pontificalis berichtet, schlug dieser Anschlag jedoch fehl, was in Italien zu einer neuen Welle von Aufständen und zur weiteren Aushöhlung der kaiserlichen Herrschaft führte, wozu auch die Usurpation des Tiberios Petasius beitrug. 726/27 verbündete sich dann der letzte Exarch Eutychius mit dem langobardischen König Liutprand gegen Papst Gregor, ohne dass es ihnen gelang, diesen zu stürzen. Nach der ersten Einnahme Ravennas um 729/34 durch die Langobarden konnte Eutychius, diesmal mit päpstlicher und venezianischer Unterstützung, die Stadt zurückgewinnen. Ravenna blieb bis zum Aufruhr wegen des Bilderstreits 727 Sitz des Exarchen. Im Jahr 751 eroberte dann der Langobardenkönig Aistulf die Stadt, womit das Exarchat von Ravenna endete.
Im Gegensatz zur Forschungsliteratur erscheint in den Quellen der Begriff exarchatus erst nach dem Fall Ravennas 750/51. Für Konstantinopel hatte es sich um eine provincia unter der Führung eines patricius et exarchus gehandelt. Der Terminus exarchus erscheint erstmals am 4. Oktober 584 in einem Brief Papst Pelagius’ II. Er bezeichnete einen Militärkommandanten. Dabei ist eine unmittelbare Ernennung von Lokalkommandanten durch den Exarchen letztmals für das Jahr 687 greifbar. Um 700 wurde die Einsetzung von lokalen duces bestenfalls noch vom Exarchen abgesegnet.

## Nachwirkungen
Als 756 die Franken die Langobarden vertrieben, beanspruchte Papst Stephan II. das Exarchat für sich. Sein Verbündeter Pippin der Jüngere, König der Franken, schenkte die eroberten Gebiete des ehemaligen Exarchats 756 dem Papsttum; diese Pippinische Schenkung, die von seinem Sohn Karl 774 bestätigt wurde, markierte den Beginn der weltlichen Herrschaft der Päpste, das Patrimonium Petri.
Nach dem Ende des Exarchats wurden die Reste der byzantinischen Besitzungen auf dem Festland, Neapel und Kalabrien, dem Katepanat Italien unterstellt. Als Sizilien von den Arabern im 9. Jahrhundert erobert wurde, wurden aus den Resten die Themen Langobardia und Calabria geschaffen. Istrien wurde Dalmatien zugeschlagen. Bari, die letzte byzantinische Festung in Italien, fiel schließlich 1071.